# 鈴木展
鈴木 展（すずきひらく）は、花王企画職 (2018年～)。Auctus (広告代理店) の代表。Auctusでは主に企業のプロモーションや、展示・イベントの企画運営をしている。

## 来歴
2018年に青山学院大学を卒業後、新卒で花王へ入社。メイクブランドの新商品開発などの企画職に従事。
2021年6月より会社員として働く傍ら、自身が代表を務める広告代理店を開業。青山学院大学や立教大学をはじめとする、都内の主要大学が主催するミスコンとの取り組みを、開業当初はメインビジネスとしていた。現在はそれらに加え、キャスティング・マネジメント・展示会、POP UPの企画運営など広くビジネスを展開している。
2022.10.22 Pier's dog POP UP EVENT
2023.6.9-11 AYAKA FUKANO special exhibition with keke rug 7DAYS A WEEK
2023.12.15-17 WAKANA YAMAZAKI SPECIAL POP UP Tufted Wonders